# Бестропин 1
 Бестропин-1  — белок, который у человека кодируется геном BEST1.
Он может быть связан с вителиформной макулярной дистрофией .

## Функция
BEST1 принадлежит бестропиновому семейству кальций-активируемых анионных каналов, которое включает в себя BEST2 , BEST3 и BEST4. Бестропины являются трансмембранными (ТМ) белками, которымм разделяют гомологический регион с высоким содержанием ароматических остатков, в том числе инвариантный Arg-Phe-Pro (RFP) мотив. Бестропины, как полагают, действуют как хлоридные каналы, которые также могут служить в качестве регуляторов внутриклеточной кальциевой сигнализации.
Бестропин 1, как было выявлено, проницаем для хлорида, тиоцианата, бикарбоната, глутамата, и ГАМК. Бестропин 1 опосредует высвобождение ГАМК, недавно было продемонстрировано, что он ответственен за тонизацию торможения в мозжечке гранулярных клеток, и был связан с патологией болезни Альцгеймера.

## Генная структура
В бестропине гены делят консервативную генную структуру, с почти одинакового размера 8 RFP-ТМ кодируемыми доменом экзонами и высоко консервативными экзон-интронными границами. Каждый из 4 генов бестропина имеет 3 первичных уникальных конца переменной длины.
BEST1, как было показано с помощью двух независимых исследований, регулирует ассоциированный с микрофтальмией транскрипционный фактор.

## Взаимодействия
Бестропин 1, как было выявлено, взаимодействуют с PPP2CA .

## Антагонисты
- Verteporfin[16]